# Harriet Metcalf
Harriet Morris Metcalf (Providence, 25 de marzo de 1958) es una deportista estadounidense que compitió en remo.
Participó en los Juegos Olímpicos de Los Ángeles 1984, obteniendo una medalla de oro en la prueba de ocho con timonel. Ganó cinco medallas en el Campeonato Mundial de Remo entre los años 1981 y 1987.

## Palmarés internacional
| Juegos Olímpicos   | Juegos Olímpicos             | Juegos Olímpicos  | Juegos Olímpicos   |
| Año                | Lugar                        | Medalla           | Prueba             |
| ------------------ | ---------------------------- | ----------------- | ------------------ |
| 1984               | Los Ángeles (Estados Unidos) | Medalla de oro    | Ocho con timonel   |
| Campeonato Mundial |                              |                   |                    |
| Año                | Lugar                        | Medalla           | Prueba             |
| 1981               | Múnich (RFA)                 | Medalla de bronce | Cuatro con timonel |
| 1982               | Lucerna (Suiza)              | Medalla de plata  | Cuatro con timonel |
| 1982               | Lucerna (Suiza)              | Medalla de plata  | Ocho con timonel   |
| 1983               | Duisburgo (RFA)              | Medalla de plata  | Ocho con timonel   |
| 1987               | Copenhague (Dinamarca)       | Medalla de plata  | Ocho con timonel   |